# 2001 في بيرو
فيما يلي قوائم الأحداث التي وقعت خلال عام 2001 في بيرو.

## سياسة

### تعيين في المنصب
- 28 يوليو – أليخاندرو توليدو رئيس بيرو.
- 28 يوليو – إليان كارب السيدة الأولى للبيرو [الإنجليزية]‏.
- 28 يوليو – بيدرو بابلو كوشينسكي وزير الاقتصاد والمالية  [لغات أخرى]‏.

### انتهاء فترة المنصب
- 28 يوليو – خافيير بيريز دي كوييار وزير الخارجية  [لغات أخرى]‏، رئيس مجلس الوزراء البيروفي [الإنجليزية]‏.
- 28 يوليو – فالنتين بانياغوا رئيس بيرو.

## رياضة
- 1 يناير – الدوري البيروفي لكرة القدم 2001 الفائز أليانزا ليما.
- 1 يناير – دوري الدرجة الثانية البيروفي 2001 الفائز Alcides Vigo [الإنجليزية]‏.
- 1 يناير – كوبا بيرو 2001 الفائز كورونل بولوجنسي.

## مواليد

### مارس
- 20 مارس – ريناتا فلوريس ريفيرا

## وفيات

### يناير
- 19 يناير – ألبرتو غالاردو (مواليد 1940) لاعب كرة قدم بيروفي.

### ديسمبر
- 19 ديسمبر – جوليا سانشيز (مواليد 1930)